# Thèze (Alpes-de-Haute-Provence)
Thèze ist eine französische Gemeinde mit 256 Einwohnern (Stand 1. Januar 2022) im Département Alpes-de-Haute-Provence in der Region Provence-Alpes-Côte d’Azur. Sie gehört zum Kanton Seyne im Arrondissement Forcalquier. Die Bewohner nennen sich Thézois.

## Geografie
Die Gemeinde Thèze liegt an einer Flussbiegung der Durance, 15 Kilometer nördlich von Sisteron. Sie grenzt im Norden an Claret, im Nordosten an Melve, im Osten an Sigoyer, im Süden und Westen an Upaix sowie im Nordwesten an Ventavon. Der Dorfkern befindet sich auf 570 m. Im äußersten Nordwesten mündet das Flüsschen Beynon in die Durance.

## Bevölkerungsentwicklung
| Jahr      | 1962 | 1968 | 1975 | 1982 | 1990 | 1999 | 2008 | 2018 |
| --------- | ---- | ---- | ---- | ---- | ---- | ---- | ---- | ---- |
| Einwohner | 145  | 128  | 105  | 119  | 130  | 144  | 205  | 233  |

## Sehenswürdigkeiten

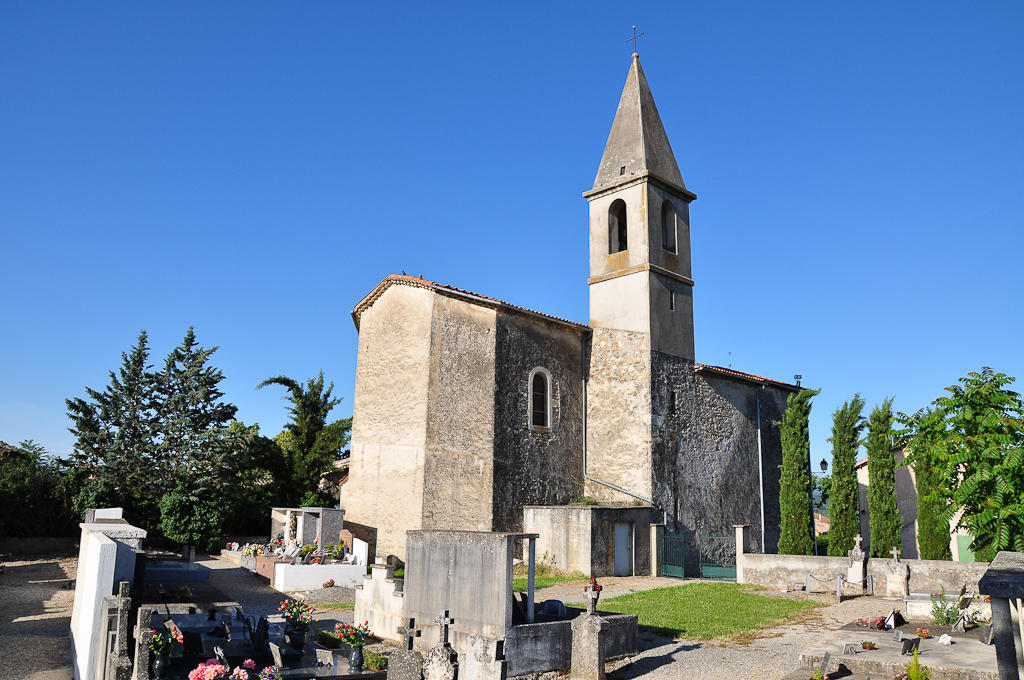
Kirche Saint-Blaise

- Kirche Saint-Blaise